# Manu Leroy
Manu Leroy (Ninove, 27 januari 1980) is een Belgisch voormalig hockeyer.

## Levensloop
Leroy werd actief in het hockey bij KHC Leuven. Met deze club werd hij in 2008 landskampioen. In 2009 maakte hij de overstap naar KHC Dragons. Met deze club behaalde hij twee landstitels, met name in 2010 en 2011. Ook behaalde hij tweemaal brons (2012 en 2014) en eenmaal zilver (2013) met KHC Dragons in de Euro Hockey League. In maart 2014 kondigde hij zijn afscheid op topniveau in het hockey aan. Na zijn spelerscarrière werd hij bij deze Brasschaatse topclub keeperstrainer.
Daarnaast maakte hij deel uit van het Belgisch hockeyteam. Hij maakte zijn debuut in de nationale equipe in 2001 en verzamelde in totaal 89 caps. Met de Red Lions nam onder meer deel aan het wereldkampioenschap van 2002 te Kuala Lumpur en de Europese kampioenschappen van 2003 (Barcelona) en 2005 (Leipzig). Na een pauze van zeven jaren maakte hij deel uit van de ploeg die deelnam aan de Olympische Zomerspelen van 2012 te Londen.
In 2004 ging hij aan de slag bij het productiehuis van Carl Huybrechts en vervolgens was hij werkzaam bij reclamebureau Head Office. In 2010 maakte hij de overstap naar Telenet waar hij werd aangesteld als 'chef sport' van Play Sports. Deze functie oefende hij uit tot zijn indiensttreding in 2019 bij de Koninklijke Belgische Voetbalbond (KBVB) als 'directeur marketing en communicatie'. In 2023 volgde hij aldaar ad interim Peter Bossaert op als CEO.